# کهورمیری
کهورمیری، روستایی در دهستان حومه بخش چاه مرید شهرستان کهنوج در استان کرمان ایران است.

## جمعیت
بر پایه سرشماری عمومی نفوس و مسکن در سال ۱۳۹۵، جمعیت این روستا برابر با ۲۹۵ نفر (۷۶ خانوار) بوده‌است.